# 史浩

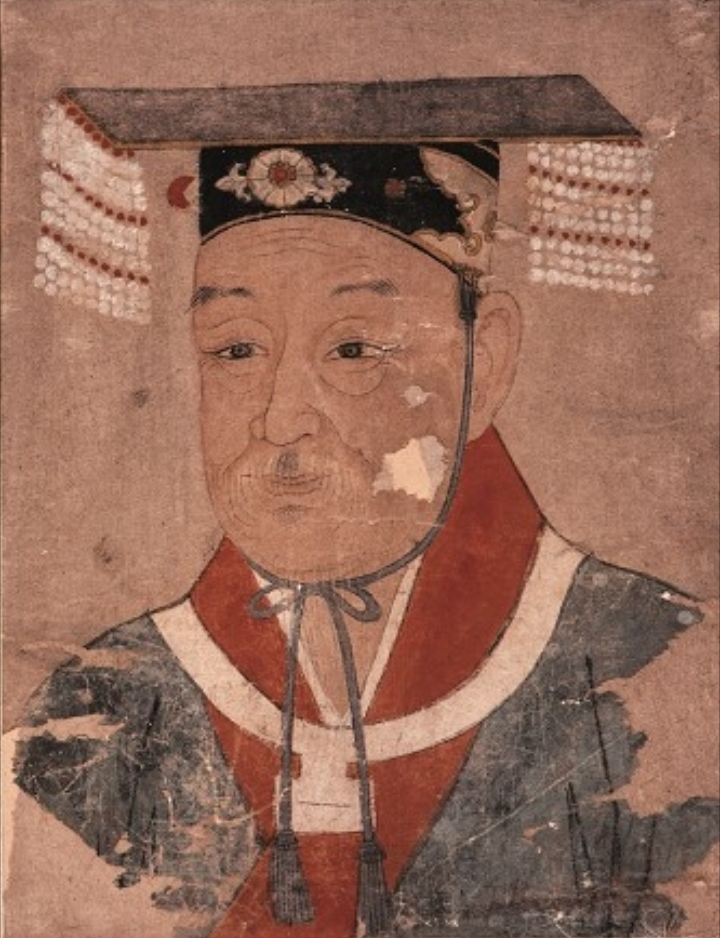
史浩

史 浩（し こう、崇寧5年9月6日（1106年10月4日）- 紹熙5年4月5日（1194年4月27日））は、南宋初期の政治家。字は直翁。号は真隠・鄮峰真隠。諡は文恵、後に忠定。明州鄞県の出身。子は史弥大・史弥正・史弥遠・史弥堅。

## 経歴
紹興14年（1144年）の科挙に及第して進士となる。任官後は国子博士・宗正寺少卿・中書舎人・翰林学士・知制誥を歴任。孝宗の信頼が厚く、隆興元年（1163年）に尚書右僕射に任じられた。ところが、孝宗が金に対して強硬策を執る張浚の意見を採用して、宰相たちを飛ばして直接前線の将軍に命令を出したことに憤慨し、抗議のため辞任した。
その後も孝宗の信頼は失われず、淳熙5年（1178年）3月に右丞相に任ぜられ、淳熙10年（1183年）8月に致仕し、太保・魏国公に封じられた。
子の史弥堅が孝宗の姪（崇王趙伯圭の娘）を娶っている他、孝宗が史浩を右丞相に任じた時には史浩の母親の誕生日を選んだのであり、母親にも祝いの品を送っている。また、大曲と呼ばれる形式の詞の作家としても知られ、その作品は今日まで伝わっている。光宗の即位後は太師の位が加わった。紹熙5年（1194年）、89歳で死去すると、会稽郡王に追封。寧宗より「文恵」と諡され、功徳を称える御筆も下賜された。
嘉定14年（1221年）8月、再び越王に追封。「忠定」と改諡され、孝宗の廟庭に祀られた。